# Gustav Slamečka
Gustav Slamečka (ur. 5 czerwca 1959 w Nitrze) – czeski ekonomista, bankowiec i urzędnik państwowy narodowości słowackiej, a w latach 2009–2010 minister transportu

## Życiorys
Gustav Slamečka jest Słowakiem (jego imię w języku słowackim zapisywane jest jako Gustáv). Zawodowo od drugiej połowy lat 90. związany z Czechami. Obywatelstwo czeskie uzyskał w listopadzie 2009. W 1982 ukończył studia ekonomiczne w Wyższej Szkole Ekonomicznej w Bańskiej Bystrzycy. Później kształcił się m.in. na University of Pittsburgh, gdzie uzyskał dyplom MBA (1997).
Początkowo pracował w rodzinnej miejscowości, m.in. w latach 1987–1992 jako kierownik regionalnej słowackiej inspekcji handlowej. Później był m.in. dyrektorem w spółkach prawa handlowego. Od 1996 zawodowo związany z bankiem ABN AMRO, od 1999 zajmował stanowisko dyrektorskie. W latach 2007–2009 pełnił funkcję prezesa Państwowego Funduszu Infrastruktury Transportowej (SFDI). W 2009 został wiceministrem transportu.
Od maja 2009 do lipca 2010 sprawował urząd ministra transportu w rządzie Jana Fischera. Gdy obejmował tę funkcję, nie posiadał jeszcze czeskiego obywatelstwa. Powrócił potem na stanowisko prezesa SFDI, następnie w latach 2011–2012 był prezesem przewoźnika kolejowego ČD Cargo. Później zajmował się działalnością konsultingową. W 2019 rozpoczął pełnienie funkcji ambasadora Czech w Korei Południowej, placówką tą kierował do 2023.

## Życie prywatne
Jest gejem; jego partnerem życiowym został politolog i urzędnik państwowy Jan Novák.